# Tante Truus en Paatje

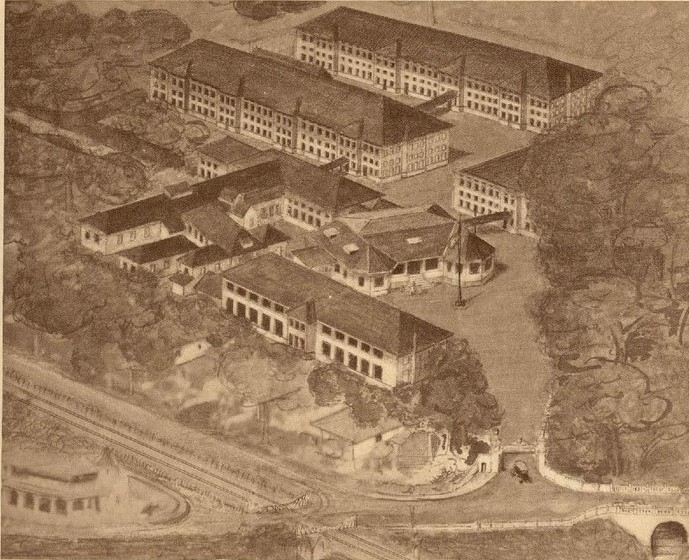
Tekening naar een luchtfoto van het hoofdkantoor van Staats Spoor te Bandoeng waar vanaf februari 1936 de gaarkeuken gevestigd was.

Tante Truus en Paatje, koosnamen van Geertrude Huberta (Truus) van der Capellen-Amade (Bandoeng, 22 maart 1901 - 's-Gravenhage, 9 juli 1989) en Johan Henri van der Capellen (Batavia, 29 oktober 1883 - 's-Gravenhage, 26 februari 1971), vormden een echtpaar dat in Nederlands-Indië sinds de crisis van de jaren 1930 een gaarkeuken draaiende hield, die voorzag in de voedselvoorziening voor armen en werklozen in Bandoeng en omgeving. Tijdens de Tweede Wereldoorlog bedacht Tante Truus het gerecht nasi rames in het Japanse interneringskamp Bandung in West-Java, waar zij chef van de gaarkeukens was.

## Levensloop
Johan Henri van der Capellen en Geertrude Huberta Amade trouwden in Weltevreden op 20 februari 1919. Amade is een dochter van G.F Amade, ambtenaar bij de Staats Spoorwegen. Van der Capellen is een kleinzoon van Adolph Robertsen (1825-1888), die werd geadopteerd door Robert Lieve Jasper baron van der Capellen (1784-1860). Hij werd geboren onder de achternaam Robertsen; in 1888 kreeg hij de achternaam Van der Capellen. Op 21 October 1919 kreeg het echtpaar een dochter Henriette Geertrude met de roepnaam Puck. Haar nichtjes hielpen in de gaarkeuken en riepen "Tante Truus" als ze haar nodig hadden. Al gauw namen anderen dat over. Aangezien haar dochter Puck vaak zei  “Dat zal ik even aan Pa vragen.”, werd haar man na enige tijd Paatje genoemd.

## De gaarkeuken
Mevrouw van der Capellen begon in de mobilisatiedagen met koken voor 85 jongens van het jongenshuis van het Leger des Heils voor 5ct per portie. De menu's zijn later in hun geheel overgenomen door de gaarkeuken van Bandoeng. De heer en mevrouw Van der Capellen begonnen met 178 porties per dag. In de Japanse jaren 1942-1945 was het aantal uitgegroeid tot 8.500 porties per dag en aan het einde van de oorlog tot 10.000 porties per dag; en werd een ton groenten verwerkt, oftewel 1 ons groenten per persoon.  Talloze hindernissen werden haar door Japanse en Indonesische instanties in de weg gelegd, maar de gaarkeuken bleef draaien. 

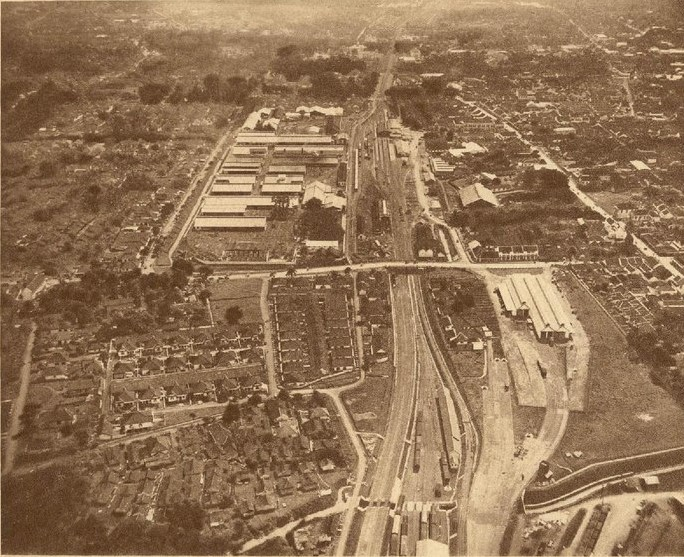
Kebon Kawoengweg waar de gaarkeuken gevestigd was aan de linkerzijde van de luchtfoto, parallel aan het spoor.

## 1942 Japanse bezetting
Omdat het erg moeilijk bleek een particuliere gaarkeuken te openen zorgden enkele personen, onder wie K. Postumus en de commandant van het Leger des Heils Beekhuis, dat er een gemeentelijke gaarkeuken kwam voor Europeanen, onder leiding van het echtpaar Van der Capellen. Er kwamen daarnaast nog twee andere van dit soort keukens voor de twee andere bevolkingsgroepen, zodat er uiteindelijk drie gemeentelijke gaarkeukens waren: een Europese, een Chinese en een Indonesische. In de vroege oorlogsperiode verzorgde men het eten, dat gratis was, eerst voor de groep Indische Nederlanders die nog niet in een interneringskamp was terechtgekomen. Na verloop van tijd gingen de Japanse bezetters echter over tot internering van het bestuur, maar het echtpaar Van der Capellen mocht doorgaan met de gaarkeuken. Vervolgens werd het eten met karretjes naar bepaalde punten in de wijken gebracht, vanwaar het verder gedistribueerd werd.

## De gaarkeuken na de oorlog
De gaarkeuken werd door de gemeente per 1 april 1945 gesloten en overgenomen door de BOGI (Badan Oeroesan Golongan Indo - Raad ter behartiging van de belangen van Indo's), zodat het verstrekken van voedsel door kon gaan. Het werk van de centrales en de gaarkeuken werd na 15 augustus 1945 voortgezet als onderdeel van de RAPWI-activiteiten. zolang het nodig was. Tijdens de bezetting zorgde Tante Truus ook dat er eten en soms ook medicijnen in de vrouwenkampen terecht kwam en in de strenge gevangenis Soeka Miskin, even buiten Bandoeng. De Indonesische gaarkeuken is tot het eind 1945/begin 1946 – toen onder de vlag van het Rode Kruis – in functie gebleven.

## Eerbetoon Tante Truus

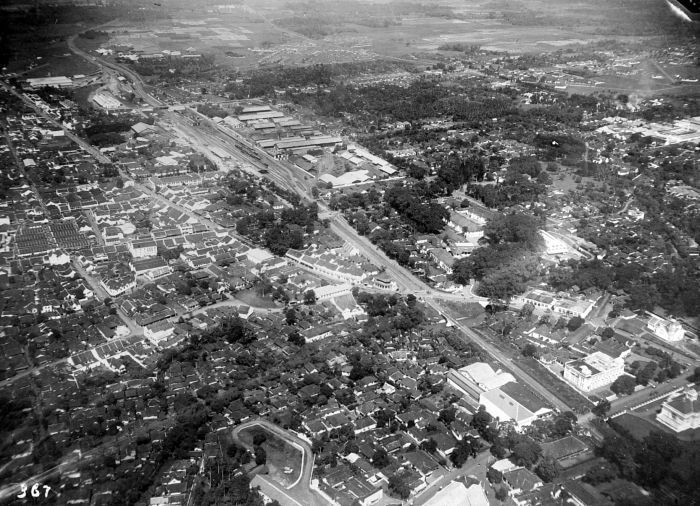
Luchtfoto Bandoeng met daarop het station, het spoor en de Staats Spoorwegen loodsen met daarachter de Kebon Kawoengweg waar de gaarkeuken was gevestigd.

Op 31 januari 1946, de verjaardag van Prinses Beatrix, werden namens de Geallieerde strijdkrachten door Generaal MacDonald de heer en mevrouw Van de Capellen met een Japans zwaard onderscheiden voor het werk in de gaarkeuken tijdens de bezetting. Voor haar menslievendheid werd Tante Truus in mei 1950 geridderd in de Orde van Oranje-Nassau.  Hierna vertrokken zij naar Nederland in het kader van de repatriëring.

## In Nederland
In Nederland introduceerde het echtpaar het nieuwe gerecht Nasi Rames eerst in restaurant Corona in Haarlem, later in enkele restaurants in Den Haag: in 1952 in het Scheveningse hotel-café-restaurant Splendid en in 1954 bij restaurant Cecil te Den Haag. In 1955 ging de wensdroom van Tante Truus in vervulling, een eigen restaurant in het midden van Den Haag: restaurant Oud-Indië. In 1961 opende Tante Truus en Paatje een toko in Den Haag. In de jaren daarna werd Nasi Rames een begrip, binnen de Indische gemeenschap, en later ook in Indonesië (daar bekend als nasi rames of nasi campur) en in Suriname. Ook namen vrijwel alle Indische, Indisch-Chinese en Chinees-Indische restaurants nasi rames in hun menu’s op. Nasi Rames werd zo populair dat Tante Truus het in 1970  hoogstpersoonlijk aan koningin Juliana mocht serveren bij de 25e nationale herdenking van de overgave van Japan.

## Varia
- In 1960 deed Tante Truus mee aan de internationale manifestatie “Gast en Gastheer”. Zij won de eerste, tweede en derde prijs. De eerste prijs in de categorie ‘Vrije Schotels” was voor haar  “Nassi Slametan” gele rijst met verschillende gerechten en extra grote pangsitgorens. De tweede prijs kreeg ze voor een “Nassi Rames in de categorie “Plate Service”. De derde prijs won ze voor een combinatie van Oedang Goreng, rijst, patatjes en gemengde salades in de categorie “Koud Gebracht, Warm Gedacht”. In Amsterdam ging nog een tweede prijs naar een Indisch gerecht namelijk “Djoca” van de familie Kaesberry. Een Oostenrijks jurylid kon niet geloven dat zoiets zaligs kon worden gemaakt door een kok zonder diploma’s. Hij ging dus naar het restaurant “Oud Indie” en kreeg daar tot zijn verbazing hetzelfde en complimenteerde Tante Truus. [30][31]
- In 2017 werd bij de Pasar Malam (nu Tong Tong Fair) op het Toernooiveld nog steeds een “Tante Truus en Paatje” straatnaam gebruikt ter indicatie waar men zich op de plattegrond bevindt.